# Rutger Fredrik Hochschild
Rutger Fredrik Hochschild, född den 16 mars 1752 i Stockholm (Jakobs församling), död den 11 oktober 1806 i Stockholm (Jakobs församling) var en svensk ämbetsman och memoarförfattare. 

## Biografi
Hochschild påbörjade studier vid Uppsala universitet 1759. Han blev extra notarie i slottsrätten 1767, vice notarie vid Stockholms rådhusrätt 1770, ordinarie notarie där 1771 och protokollförare hos börs-, bro- och hamnbyggnadsdeputationen som ombesörjde många omfattande offentliga byggnadsarbeten i huvudstaden. Hochschild blev andre stadsnotarie 1776 och stadsnotarie 1780. Han utnämndes till stadssekreterare 1782, expeditionssekreterare 1790. Hochschild utnämndes till sekreterare vid änkedrottning Sofia Magdalenas hovexpedition 1792. Han blev av konungen utsedd att biträda överståthållaren friherre Hans Henric von Essen i civila ärenden 1795-97.
Hochschild är framförallt känd som memoarförfattare, där han i viss mån har en särställning. Den gustavianska tidens memoarer är i regel skrivna av adelsmän. Hochschild representerar däremot den borgerliga ämbetsmannaklassen och hans skrifter speglar åsikterna inom dessa kretsar. De är flärdfria och något torra, men visar att författaren varit både väl underrättad och omdömesgill. 
Redan tidigt började han föra dagbok och påbörjade en samlad memoarframställning. Arbetet med memoarerna avbröts 1786 och utgörs därefter av anteckningar i dagboksform. Hochschild hade en bred bekantskapskrets och han byggde sina anteckningar även på underlag från andra med inflytelserik ställning, exempelvis Carl Sparre, Fredrik Sparre, överståthållaren Hans Henric von Essen, Elis Schröderheim och biskop Johan Gustaf Flodin.
Hochshilds memoarer och dagboksanteckningar omfattar tiden 1771–1801 och utgavs i samlad form av Henrik Schück 1908–09 på Hugo Gebers förlag.
Hans föräldrar var rådmannen Johan Henrik Hochschild och Fredrika Catharina Hanstén. 
Han gifte sig 1782 med Johanna Gustava Rehn (1753–1795), dotter till hovintendenten Jean Eric Rehn och Anna Christina Rungren. Med henne fick han bland andra Carl Hochschild och Anna Gustava Hochschild, gift med statsrådet Gabriel Poppius.